# Liste der Naturdenkmale in Darmstadt
Die Liste der Naturdenkmale in Darmstadt nennt die in Darmstadt in Hessen gelegenen Naturdenkmale. Sie sind nach (§ 28 Bundesnaturschutzgesetz BNatschG) geschützt.
| Bild                          | Bezeichnung                        | Ortsteil, Lage                                                                | Beschreibung | Art                                          | Nr. |
| ----------------------------- | ---------------------------------- | ----------------------------------------------------------------------------- | --- | -------------------------------------------- | --- |
| mehr Fotos \| Fotos hochladen | Wasserfläche mit Gehölz und Schilf | Arheilgen, Auf der Platte 49° 54′ 51,9″ N, 8° 41′ 14,5″ O                     | Areal nordwestlich des Rangierbahnhofs Kranichstein mit Streuobstwiesen, einer Teichzone und einer Ruderalfläche. | Amphibien- und Reptilienschutzgebiet         |     |
| mehr Fotos \| Fotos hochladen | Wasserfläche mit Gehölz und Schilf | Arheilgen, An der Kieskaute 49° 54′ 44,7″ N, 8° 41′ 25,1″ O                   | Areal südöstlich des Rangierbahnhofs Kranichstein mit Streuobstwiesen und einer Teichzone. | Amphibien- und Reptilienschutzgebiet         |     |
| Fotos hochladen               | Maulbeerallee                      | Darmstadt, Maulbeerallee 49° 53′ 52,2″ N, 8° 39′ 36″ O                        | 1583 für die Seidenraupenzucht angelegte, ca. 750 m lange Allee mit 78 Maulbeerbäumen. | Maulbeerbaum                                 |     |
| Fotos hochladen               | Kastanienallee                     | Darmstadt, Kastanienallee 49° 53′ 25,8″ N, 8° 40′ 7,7″ O                      | 1729 angelegte, ca. 500 m lange Allee mit derzeit 80 Rosskastanien. | Rosskastanie                                 | 2   |
| Fotos hochladen               | Schepp Allee                       | Darmstadt, Schepp Allee 49° 51′ 46,4″ N, 8° 38′ 18,6″ O                       | 1714 angelegte, ca. 750 m lange Allee mit derzeit 160 Kiefern. Die heutigen Bäume haben einen weniger bizarren (scheppen) Wuchs als die bei der Unterschutzstellung 1938.                                                             | Kiefern                                      |     |
| Fotos hochladen               | Platanenallee                      | Darmstadt, Dieburger Straße 49° 52′ 55,3″ N, 8° 40′ 44″ O                     | Darmstadts älteste Platanenallee wurde 1586 angelegt, ist ca. 1200 m lang und besteht aus 145 Platanen. | Platanen                                     |     |
| Fotos hochladen               | Baumgruppe am Pfründnerhaus        | Darmstadt, Emilstraße 1 49° 52′ 58,5″ N, 8° 39′ 7,3″ O                        | Ortsbildprägende dreistämmige ca. 400 Jahre alte Stieleiche. 25 m hoch, Stammumfang 8,72 m. | Stiel-Eiche                                  |     |
| Fotos hochladen               | Eichen- u. Akazienwäldchen         | Darmstadt, Fichtestraße 49° 51′ 33,5″ N, 8° 39′ 52,9″ O                       | Das Eichenwäldchen mit Granodiorit-Aufschluss dient als Grünzug in dicht besiedelter Umgebung. | Stiel-Eiche, Granodiorit-Aufschluss          |     |
| Fotos hochladen               | Kraftsruhe                         | Darmstadt, Heinrichwingertsweg 49° 51′ 21,6″ N, 8° 39′ 48,1″ O                | Diabas-Felsen-Aufschluss auf von Mischwald bestandenem Hügel. | geologischer Aufschluss                      |     |
| Fotos hochladen               | Eiche mit Granitfelsen             | Darmstadt, Klappacher Straße 49° 51′ 0,4″ N, 8° 39′ 35,6″ O                   | Die mit ca. 400 Jahren wohl älteste Eiche Darmstadts (auch „Klappach-Eiche“), sowie an ihrem Fuß ein eiszeitlicher Granitblock. | Eiche                                        |     |
| Fotos hochladen               | Wellingtonie                       | Darmstadt, Herdweg 76 49° 51′ 52,8″ N, 8° 39′ 35,5″ O                         | Außergewöhnlich schöner Riesenmammutbaum in einem Vorgarten. | Riesenmammutbaum                             |     |
| Fotos hochladen               | Alte Eiche                         | Darmstadt, Schwarzer Weg 16 a 49° 53′ 9,6″ N, 8° 40′ 18,1″ O                  | Die ca. 400 Jahre alte, 28 m hohe Stieleiche steht nach einer Geländeumgestaltung in einer Pflanzinsel. | Stiel-Eiche                                  |     |
| Fotos hochladen               | Libanonzeder                       | Darmstadt, Erbacher Straße 49° 52′ 25,8″ N, 8° 40′ 39,3″ O                    | Außergewöhnlich schöne und große Libanonzeder im Park Rosenhöhe. Etwa 200 Jahre alt, 31 m hoch, Stammumfang 4,37 m. | Libanonzeder                                 |     |
| Fotos hochladen               | Alte Roßkastanien                  | Darmstadt, Kastanienallee 49° 53′ 25,1″ N, 8° 40′ 25,7″ O                     | 215 m langes unbefestigtes Teilstück der Kastanienallee. | Rosskastanie                                 |     |
| Fotos hochladen               | Gebiet des Forellenteiches         | Darmstadt, Klappacher Straße 49° 51′ 7,6″ N, 8° 39′ 51,5″ O                   | Der letzte Teich im natürlichen Zustand im Bereich Böllenfalltor ist wichtig als Amphibienlaichplatz. Das Gelände wird von seltenen geschützten Vogelarten und Fledermäusen genutzt. Die Umwidmung zum Naturschutzgebiet ist geplant. | Amphibien-, Reptilien- und Vogelschutzgebiet |     |
| mehr Fotos \| Fotos hochladen | Herrgottsberg und Goethefelsen     | Darmstadt 49° 50′ 59,3″ N, 8° 40′ 19,7″ O                                     | Mit Laubgehölzen bestandenes Areal. Nördlich dunkle Kalksilikathornfelsen, im südlichen Teil Uraltdiabas. Goethe war hier. | geologischer Aufschluss                      |     |
| Fotos hochladen               | Jägertoreichen                     | Darmstadt, Kranichsteiner Straße 49° 53′ 40,6″ N, 8° 40′ 37,4″ O              | Zwei 350 bis 400 Jahre alte stadtbildprägende Stieleichen an der Einbiegung der Jägertorstraße in die Kranichsteiner Straße. | Stiel-Eiche                                  |     |
| Fotos hochladen               | Franz-Boerner-Eiche                | Darmstadt, Bernhardbrünnchenweg 49° 53′ 4,9″ N, 8° 42′ 31,7″ O                | Etwa 270 Jahre alte, 27 m hohe, nach einem ehemaligen Leiter des Botanischen Gartens benannte Stieleiche. | Stiel-Eiche                                  |     |
| Fotos hochladen               | Blauglockenbaum                    | Darmstadt, Kattreinstraße 5–9 49° 51′ 45,7″ N, 8° 38′ 35″ O                   | Etwa 10 m hoher, ca. 1960/61 gepflanzter Blauglockenbaum. Der seit 1993 wegen seiner Schönheit geschützte Baum ist wegen Pilzbefall eingegangen. Es steht nur noch der Stamm.                                                         | Blauglockenbaum                              |     |
| Fotos hochladen               | Stieleiche                         | Darmstadt, Julius-Reiber-Straße 11 49° 52′ 35,8″ N, 8° 38′ 33,7″ O            | Etwa 180 Jahre alte stadtbildprägende Stieleiche. | Stiel-Eiche                                  |     |
| Fotos hochladen               | Eichengalerie                      | Darmstadt 49° 54′ 30,6″ N, 8° 44′ 47″ O                                       | Reihe aus 250 bis 350 Jahre alte Eichen und teilweise Buchen nahe der Gemarkungsgrenze Messel. Die markante Baumreihe ist Lebensraum vieler seltener Arten.                                                                           | Eiche                                        |     |
| Fotos hochladen               | Prinz-Heinrich-Eiche               | Darmstadt, Heinrichstraße / Schnittspahnstraße 49° 52′ 3,7″ N, 8° 40′ 47,4″ O | Etwa 400 Jahre alte, 27 m hohe Stieleiche am Zaun des Botanischen Gartens. Benannt nach Prinz Heinrich. Der Baum ist nicht mehr vorhanden.                                                                                            | Stiel-Eiche                                  |     |
| Fotos hochladen               | Eidmann-Eiche                      | Darmstadt 49° 52′ 35″ N, 8° 42′ 12,3″ O                                       | Etwa 330 Jahre alte Stieleiche benannt nach dem Heimatforscher Heinrich Eidmann. | Stiel-Eiche                                  |     |
| Fotos hochladen               | Von-Gall-Eiche                     | Darmstadt 49° 53′ 29″ N, 8° 42′ 49″ O                                         | Etwa 400 Jahre alte, 29 m hohe Stieleiche benannt nach dem Landesjägermeister, bedeutenden Forstwissenschaftler und Begründer des Akademischen Forstgartens in Gießen Carl (Karl) Friedrich Christian Freiherr von Gall (1773–1861)   | Stiel-Eiche                                  |     |
| Fotos hochladen               | Morneweg-Eiche                     | Darmstadt 49° 53′ 10″ N, 8° 43′ 22,4″ O                                       | Etwa 350 Jahre alte, 32 m hohe Stieleiche benannt nach dem Darmstädter Oberbürgermeister Adolf Morneweg. | Stiel-Eiche                                  |     |
| Fotos hochladen               | Friedenslinde                      | Eberstadt 49° 48′ 48,9″ N, 8° 38′ 51,4″ O                                     | Wahrscheinlich 1871 von in Eberstadt stationierten Dragonern gepflanzt. | Winterlinde                                  |     |
| Fotos hochladen               | Hickebick                          | Eberstadt 49° 48′ 52,9″ N, 8° 38′ 49,9″ O                                     | Flugsanddüne mitten in Eberstadt mit seltener Dünenflora. | Düne                                         |     |
| Fotos hochladen               | Kieferngruppe                      | Eberstadt 49° 49′ 26,4″ N, 8° 38′ 10,4″ O                                     | Noch 5 von ehemals 11 etwa 200 Jahre alten Waldkiefern. | Waldkiefer                                   |     |
| mehr Fotos \| Fotos hochladen | Pfungstädter Düne                  | Eberstadt, Pfungstadt 49° 48′ 39,6″ N, 8° 37′ 17,4″ O                         | Pleistozäne Flugsanddüne bestanden mit Kiefernmischwald, Pfriemengrassteppenrasen, lockerem Silbergras-Trockenrasen und xerothermem Pfriemengras-Trockenrasen. Zahlreiche geschützte oder gefährdete Pflanzenarten.                   |                                              |     |
| Fotos hochladen               | Vogelschutzgehölz Pechbusch        | Wixhausen 49° 55′ 41,3″ N, 8° 40′ 27,8″ O                                     | Laubwaldbestandene pleistozäne Flugsanddüne. Im Frühjahr bei Kiebitzen beliebtes Feuchtbiotop. | Vogelschutzgehölz                            |     |
| Fotos hochladen               | Düne Stahlberg I                   | Wixhausen 49° 55′ 35,8″ N, 8° 40′ 22,4″ O                                     | Pleistozäne Flugsanddüne. Bewuchs größtenteils xerothermer Steppenrasen mit zahlreichen submediterranen Arten, sowie etwas Eichen/Kiefernwald und Brombeergebüsch.                                                                    | Düne                                         |     |
| Fotos hochladen               | Düne Stahlberg II                  | Wixhausen 49° 55′ 31,1″ N, 8° 40′ 17″ O                                       | Pleistozäne Flugsanddüne. Bewuchs größtenteils Eichen/Kiefernwald. Schutzziel ist Erhalt und Renaturierung des im Westteil vorhandenen xerothermen Steppenrasens mit zahlreichen submediterranen Arten.                               | Düne                                         |     |

## Belege
1. ↑  
Naturdenkmäler in Darmstadt. (PDF; 3,19 MB) www.darmstadt.de, abgerufen am 22. Januar 2016.

- Karte mit allen Koordinaten:
- OSM |
- WikiMap